# Comuna Ulmu, Brăila
Ulmu (în trecut, și General Poetaș) este o comună în județul Brăila, Muntenia, România, formată din satele Jugureanu și Ulmu (reședința).

## Așezare
Comuna se află în sud-vestul județului și este traversată de șoseaua județeană DJ203, care leagă comuna spre nord-vest de Făurei (DN2B) și Jirlău și mai departe de comunele buzoiene Bălăceanu, Ziduri și Valea Râmnicului, și spre est de Zăvoaia și Însurăței (unde se termină în DN21). Din această șosea se ramifică la Ulmu drumurile DJ203N (care duce spre est în județul Buzău la Rușețu) și DJ203R care duce spre Cireșu, Bordei Verde și Însurăței.

## Demografie
Componența etnică a comunei Ulmu
     Români (92,48%)
     Romi (2,16%)
     Alte etnii (0%)
     Necunoscută (5,36%)
Componența confesională a comunei Ulmu
     Ortodocși (94,07%)
     Alte religii (0,16%)
     Necunoscută (5,78%)
Conform recensământului efectuat în 2021, populația comunei Ulmu se ridică la 3.151 de locuitori, în scădere față de recensământul anterior din 2011, când fuseseră înregistrați 3.877 de locuitori. Majoritatea locuitorilor sunt români (92,48%), cu o minoritate de romi (2,16%), iar pentru 5,36% nu se cunoaște apartenența etnică. Din punct de vedere confesional, majoritatea locuitorilor sunt ortodocși (94,07%), iar pentru 5,78% nu se cunoaște apartenența confesională.

## Politică și administrație
Comuna Ulmu este administrată de un primar și un consiliu local compus din 13 consilieri. Primarul, Vasile Bănică[*], de la Partidul Național Liberal, este în funcție din octombrie 2020. Începând cu alegerile locale din 2024, consiliul local are următoarea componență pe partide politice:
|  | Partid                    | Consilieri | Componența Consiliului | Componența Consiliului | Componența Consiliului | Componența Consiliului | Componența Consiliului | Componența Consiliului | Componența Consiliului | Componența Consiliului | Componența Consiliului | Componența Consiliului | Componența Consiliului |
|  | ------------------------- | ---------- | ---------------------- | ---------------------- | ---------------------- | ---------------------- | ---------------------- | ---------------------- | ---------------------- | ---------------------- | ---------------------- | ---------------------- | ---------------------- |
|  | Partidul Național Liberal | 11         |                        |                        |                        |                        |                        |                        |                        |                        |                        |                        |                        |
|  | Partidul Social Democrat  | 2          |                        |                        |                        |                        |                        |                        |                        |                        |                        |                        |                        |

## Istorie
La sfârșitul secolului al XIX-lea, comuna făcea parte din plasa Călmățui și era formată din satele Ulmu, Mavrodin, Militaru și Nistor, cu 1076 de locuitori în total. În comună funcționau o școală înființată în 1830 și o biserică ortodoxă zidită în 1858 de către mănăstirea Sf. Gheorghe-Nou din București. Pe atunci, satul Jugureanu, cu 745 de locuitori ce trăiau în 183 de case, forma o comună de sine stătătoare în aceeași plasă. În ea erau o școală mixtă cu 25 de elevi (dintre care o fată) și o biserică zidită de frații Chiriacescu în 1843.
În 1925, comunele făceau parte din aceeași plasă; Jugureanu era constituită tot dintr-un singur sat, cu 1921 de locuitori, în vreme ce Ulmu avea în componență satele Ulmu și Mohreanu, și cătunul Pribeagu, cu 2592 locuitori. În 1931, comuna a primit numele de General Poetaș, ambele sate, Ulmu și Mohreanu, fiind comasate în satul de reședință General Poetaș.
În 1950, cele două comune, Jugureanu și General Poetaș au fost incluse în raionul Făurei din regiunea Galați, din care au făcut parte până în 1968. În 1964, comuna și satul General Poetaș au revenit la denumirea de Ulmu. În 1968, comuna Jugureanu a fost desființată și inclusă în comuna Ulmu, care a fost arondată județului Brăila, reînființat.

## Monumente istorice
Singurul obiectiv din comuna Ulmu inclus pe lista monumentelor istorice din județul Brăila ca monument de interes local îl constituie crucile de piatră din vatra fostei biserici din satul Ulmu. Ele sunt clasificate ca monument memorial sau funerar.

## Personalități
- Stan Poetaș, general de brigadă
- Aurel Buricea, scriitor
- Ilie Bâtcă, scriitor